# Vasilescu János
Id. Vasilescu János (Pietroșița, 1923 – Budapest, 2006) mérnök, diplomata, vállalkozó, műgyűjtő.
Romániai bojárcsaládból származik.

## Életpályája
Elemi és középiskolai tanulmányokat szülőföldjén folytatott, majd 1939–1943 között mérnöki és közgazdasági tanulmányait a spandaui egyetemen, valamint a svájci St. Gallenben végezte. 1943-1945 között a második világháborúban román repülőtiszt volt. 1945-től a román diplomáciai testület tagjaként került Magyarországra.
Házassága révén nyert új, választott hazát. Vállalkozásai, szabadalmai, találmányai révén szerzett jelentős jövedelme tette lehetővé számára, hogy műtárgyakat vásároljon. A gyűjtés eleinte üzleti vállalkozásnak indult, hamarosan a művészetszeretete vált uralkodóvá. Így műgyűjtői tevékenységét élete szerves részének tekintette. Alapját ipar- és népművészeti érdeklődése, az ikonosztázok szeretete és Picasso vonzalma alapozta meg. Kortárs művészeti anyagot gyűjtött: az Európai Iskola szürrealista vonulatának, valamint a szentendrei festőknek a munkáit kereste. A gyűjtés kezdete az 1950–1955 közötti időszakra tehető. 
A gyűjtemény alakulására jelentős hatással volt Glücks Ferenc műgyűjtő. Ő kalauzolta Vasilescu Jánost Ország Lili művészete felé. Elsősorban Ország Lili művészismeretségei kormányozták a gyűjtemény fejlődését. Gerincét Ország Lili művei alkották, életművére szinte teljes rálátás nyílt; mellette több mű szerepelt Bálint Endrétől, Deim Páltól, Gyarmathy Tihamértől, Hencze Tamástól, de jó néhány Anna Margit-, Barcsay Jenő-, Bortnyik Sándor-, Derkovits Gyula-, Egry József-, Kassák Lajos-, Kondor Béla-, Korniss Dezső-, Martyn Ferenc, Vajda Lajos-munka is méltó társaságnak bizonyult. 
Hasonlóképpen illusztris a kisplasztikai anyag: Asszonyi Tamás, Kerényi Jenő, Pierre Székely, Schaár Erzsébet, Vedres Márk, Vígh Tamás, Vilt Tibor néhány műve szintén a Vasilescu-féle ízlés közvetítője. Műgyűjtői tevékenységének kulcsa, a gyűjtés alapja az alkotókkal kialakított közvetlen kapcsolat. A kollekciójában szereplő mintegy ötszáz műtárgy csaknem valamennyi alkotójához – 22 művészhez – személyes, baráti viszony fűzte. Kiváltképpen Ország Lilihez, aki végakaratában valamennyi művét szóban Vasilescu Jánosra hagyta. Ő a hagyaték tekintélyes részét (a kb.100 lapból álló kollázs-együttest, a Labirintust és más képeket, leveleket és fotókat) a Magyar Államnak, ill. közgyűjteményeknek (Fővárosi Képtár, MNG, Szent István Király M.) ajánlotta fel. 2001-ben, a Vasilescu Alapítvány keretében képgyűjteményét és kisplasztikai gyűjtésének nagyobbik részét a magyar állam javára ajándékozta. 
Létrehozta a Vasilescu Alapítványt, amely 2004-ben nyilvános pályázatot írt ki vidéki múzeumok számára gyűjteménye egybetartására és bemutatására. E pályázatot Győr városa nyerte el. A város díszpolgári címet adományozott Vasilescu Jánosnak. Gyűjteményéből állandó kiállítást hoztak létre, melyet a 2006-ban, a volt és felújított  zsidó zsinagógában helyeztek el.